# St. Peter en la Selva Negra
St. Peter (en español: San Pedro) es un municipio en el distrito de Brisgovia-Alta Selva Negra en el suroeste de Baden-Wurtemberg cerca de Friburgo.

## Geografía

### Ubicación geográfica
El pueblo es un balneario climático en el Parque natural de la Selva Negra Meridional. Está ubicado aproximadamente 20 km al este de Friburgo.

### Estructura administrativa
Al municipio de St. Peter pertenecen el pueblo Bürgerschaft, la aldea Sägendobel, los caseríos Kandelberg, Neuwelt, Oberibental, Ränke, Rohr, Schmittenbach, Schönhöfe, Seelgut y Willmendobel y las granjas Eckpeterhof, Langeck y Lindlehof.

## Historia
El monasterio de San Pedro fue fundado en 1093 por el duque Berthold II de Zähringen como monasterio doméstico y sitio funerario. El pueblo se desarrolló gradualmente alrededor del monasterio.

## Hermanamiento
St. Peter está actualmente hermanada con:
- *  Schmölln-Putzkau, Sajonia, desde 1990.

Además, existen relaciones amistosas con todas las ciudades fundadas por los Zähringer.
- Datos: Q557671
- Multimedia: St. Peter (Hochschwarzwald) / Q557671

1. ↑  Worldpostalcodes.org, código postal n.º 79271.